# 早戶站

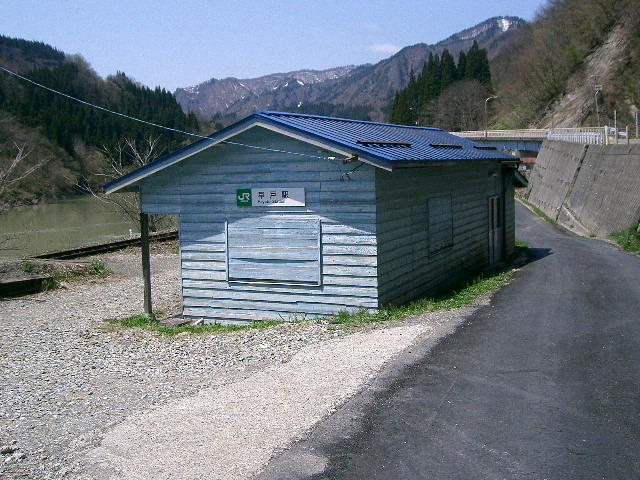
舊車站大樓（2006年5月）

早戶站（日语：／ Hayato eki */?）是位於福島縣大沼郡三島町大字早戶字小澤卷，東日本旅客鐵道（JR東日本）的只見線車站。

## 歷史
- 1956年（昭和31年）9月20日：此一般車站啟用。
- 1959年（昭和34年）11月1日：結束貨物、行李起卸業務。
- 1987年（昭和62年）4月1日：伴隨國鐵分割民營化，車站由東日本旅客鐵道（JR東日本）營運。
- 2011年（平成23年）
  - 7月30日：發生新潟·福島暴雨（日语：平成23年7月新潟・福島豪雨）使車站暫停營業。
  - 8月26日：會津宮下至此站至會津大鹽之間開設代行巴士[1]
  - 12月3日：會津宮下至此站至會津川口之間重開（終止代行巴士）[2]。

## 車站構造
此站是地面車站，設有1面1線的單式月台。曾經此站設有貨物月台，運送來自沼澤湖的硫礦石。
此站是由會津坂下站管理的無人車站。在2007年冬天，月台上新建了混凝土候車室。

## 使用狀況
在2004年度的1日平起乘車人次為5人。
| 乘車人員變化 | 乘車人員變化 |
| 年度         | 1日平均人次  |
| ------------ | ------------ |
| 2000         | 3            |
| 2001         | 5            |
| 2002         | 5            |
| 2003         | 5            |
| 2004         | 5            |

## 車站周邊
- 只見川 - 小出方向的車窗左手邊可購看河川。
- 沼澤湖（日语：沼沢湖）
- 妖精之美術館 - 沼澤湖畔
- 自然休暇村 - 沼澤湖畔
- 國道252號（日语：国道252号）
- 早戶溫泉（日语：早戸温泉）
- 渡船處

## 巴士路線
最近此站的巴士站是「JR早戶站前」。
| 巴士站     | 系統     | 主要途經 | 目的地   | 巴士公司       | 備註        |
| ---------- | -------- | -------- | -------- | -------------- | ----------- |
| JR早戶站前 | 太郎布線 |          | 三更入口 | 金山町町營巴士 | 平日只有1班 |

## 相鄰車站
東日本旅客鐵道（JR東日本）
■只見線
會津宮下－早戶－會津水沼

## 注腳
1. ↑  越前勤. . 講談社. 2012: 174–175. ISBN 978-4-06-217570-8 （日语）.
2. ↑  福島県　県内の公共交通機関運行状況 （页面存档备份，存于）（日語）
3. ↑  第120回福島県統計年鑑 （页面存档备份，存于）（日語）

## 外部連結
- 車站資訊（早戶）：東日本旅客鐵道（日語）